# Vicente Sarmiento Ruiz
 Vicente Sarmiento Ruiz  (Manzanilla (Huelva), 18 de setembre de 1887 - Ciutat de Mèxic, 2 de març de 1964) va ser un metge andalús, un dels principals dirigents socialistes andalusos durant la II República Espanyola, governador civil de la província de Múrcia i exiliat a Mèxic.
Llicenciat en Medicina per la Universitat de Sevilla en 1908. Metge forense de Cazalla de la Sierra, durant la dictadura de Primo de Rivera va establir-se a Màlaga, on el 1931 fou president de la seva Agrupació Socialista. A les eleccions generals espanyoles de 1936 va ser elegit diputat per la circumscripció de la província de Màlaga amb 78.324 vots d'un total de 135.803 votants d'un cens de 226.774 electors, resultant el tercer candidat més votat després del catedràtic Eduardo Frapolli y Ruíz de la Herrán.
Durant la Guerra Civil Espanyola va ser Cap de Sanitat de Màlaga (des de juliol de 1936 a febrer de 1937), Governador Civil de Múrcia (des del 14 de juny de 1937 al 30 de març de 1938) i Inspector General d'Hospitals de l'Exèrcit a la zona de Catalunya i Aragó (1938-1939). Després es va exiliar a França, República Dominicana i Mèxic, on va passar els seus últims dies.
A l'abril de 1946 a Juan Negrín i d'altres 35 correligionaris els va ser retirat el carnet del PSOE. En aquest grup es trobava Vicente Sarmiento. El 37è Congrés Federal del PSOE celebrat el juliol de 2008 a Madrid va aprovar una Resolució per la qual es reincorporava a la disciplina del Partit, a títol pòstum i amb caràcter general, als expulsats en 1946. El 24 d'octubre de 2009 es va celebrar un acte a la seu del PSOE de Madrid en el qual es va procedir al lliurament de carnets als descendents dels reincorporats de mans d'Alfonso Guerra i Leire Pajín (Secretària d'Organització).